# Ishizaka Yōjirō
Ishizaka Yōjirō (japanisch 石坂 洋次郎, * 25. Juli 1900 in Hirosaki; † 7. Oktober 1986) war ein  japanischer Schriftsteller.
Ishizaka besuchte die Mittelschule seiner Heimatstadt und studierte ab 1920 an der Keiō-Universität. Nach dem Abschluss des Studiums unterrichtete er an der Women's High School in Yokote, ab 1929 an der High School. In der Zeitschrift Mita bungaku erschienen in Fortsetzungen seine ersten beiden Romane. Deren zweiter, Wakai Hito, wurde 1936 mit dem Mita-Preis für Romane ausgezeichnet und 1937 für den Film und als Schauspiel adaptiert.
Ab 1939 lebte Ishizaka in Tokio. Nach dem Krieg erschien sein Roman Aoi Sanmyaku, der für die Nachkriegsgeneration zum Symbol eines neuen Japan wurde. Viele seiner Werke bildeten die Vorlagen zu Kino- und Fernsehfilmen und wurden für das Theater bearbeitet. 1966 wurde er mit dem Kikuchi-Kan-Preis ausgezeichnet.